# Фертьйосентміклош
Фертьйосентміклош, угор. Fertőszentmiklós — місто в медьє Дьйор-Мошон-Шопрон, Угорщина.

## Географія
Фертьйосентміклош розташоване на річці Іква в Малій Угорській низовині, яка є частиною трансдунайського басейну, на висоті 140 м над рівнем моря. Населення міста — 3873 мешканці. Місто розташоване за 25 км на схід від Шопрону та за 10 км на захід від Капувару, близько до Австро-Угорського кордону. Назва міста походить від злиття назв двох менших сіл: Сентміклош та Сердагели.

## Міста-побратими
- Пляйдельсхайм, Німеччина (1994)
- Леопольдов, Словаччина (2003)